# Luca Schaub
Jaan Luca Schaub (* 10. Juli 1988 in Langenhagen; † 2. August 2024 in Berlin) war ein deutscher Schauspieler.

## Leben
Luca Schaub wuchs in seiner niedersächsischen Geburtsstadt Langenhagen auf.
Seine professionelle Schauspielausbildung absolvierte Schaub von 2010 bis 2013 an der Universität für Musik und darstellende Kunst Graz. Seine ersten Bühnenerfahrungen machte er am Schauspielhaus Graz unter der Regie von Claus Peymann. Von 2014 bis 2017 war Schaub als festes Ensemblemitglied am Berliner Ensemble engagiert und trat dort in zahlreichen Theaterstücken als Bühnendarsteller auf, wie beispielsweise in Hamlet, Faust, Die Räuber, Die Dreigroschenoper oder in Peter Pan. Er wirkte als Schauspieler vor der Kamera von 2012 bis 2024 in mehreren Kurzfilmen mit.
Luca Schaub wohnte in Berlin. Er starb am 2. August 2024 nach kurzer, schwerer Krankheit im Alter von 36 Jahren.

## Filmografie
- 2012: Rendezvous (Kurzfilm)
- 2018: Larg (Kurzfilm)
- 2019: Echoing Spheres (Kurzfilm)
- 2024: Immerhin: Die Kunst, die Kunst
- 2024: A Film About My Father (Kurzfilm)